# Compagnie Mille et Une nuits
La Compagnie Mille et Une Nuits est une compagnie de danse orientale qui a été créée à Paris en 1999 par Djamel Mellouk et Gemma.

## Historique
Il s'agit d'une formation inédite de sept danseuses professionnelles, dirigée par Gemma, et de cinq musiciens, l'ensemble El Darbak, menée par Djamel Mellouk, tous réunis par une passion commune pour la danse et la musique égyptiennes.
Au départ, la création de cette compagnie était motivée par une volonté de modifier le regard généralement porté sur la culture orientale, en particulier sur ses danses et ses musiques, et de la présenter au plus grand public dans les salles institutionnelles.
Depuis sa création, la Compagnie Mille et Une Nuits s'est produite dans plusieurs villes de France mais aussi à l'étranger, comme l'Institut du monde arabe, La Cigale, le Palais des Congrès de Lyon, le Futuroscope de Poitiers, mais aussi le Casino de Beyrouth (Liban), le Sheraton d'Oran (Algérie), le Stade Moulay Abdallah de Rabat, le Casino Atlantic d'Agadir et le Palais Soleiman de Marrakech (Maroc), El Gouna et Hurghada (Égypte), le Carpa Barcelone (Espagne),  l'Excel Londres (Angleterre), le Palais des Congrès de Montreux, le Pal Expo de Genève (Suisse).